# Malomússino
Malomússino (en rus: Маломусино) és un poble de Baixkíria, a Rússia, que en el cens del 2010 tenia 97 habitants. Pertany al districte de Iermolàievo.